# 37630 Thomasmore
37630 Thomasmore è un asteroide della fascia principale. Scoperto nel 1993, presenta un'orbita caratterizzata da un semiasse maggiore pari a 2,2417115 UA e da un'eccentricità di 0,1810953, inclinata di 2,28494° rispetto all'eclittica.